# Les Fiancés de l'air

Les Fiancés de l'air est un film muet français réalisé par Léonce Perret et sorti en 1913.

## Fiche technique
- Réalisation : Léonce Perret
- Chef-opérateur : Georges Specht
- Société de production et de distribution : Société des Etablissements L. Gaumont
- Format : Muet - Noir et blanc - 1,33:1 - 35 mm
- Pays d'origine : France
- Genre : Film romantique - Thriller
- Date de sortie : 
  -  France : décembre 1913

## Distribution
- Léonce Perret :Jacques Mareuil
- Suzanne Le Bret : Ginette
- Armand Dutertre : le frère de Ginette
- Maurice Luguet
- Jules Védrines